# Matías Santoianni
Matías Carlos Santoianni (Castelar, 26 de octubre de 1973) es un actor argentino. Es también conocido por interpretar a Yoni en la novela de El Trece, Argentina, tierra de amor y venganza.

## Carrera
En 2011 actuó en Todas a mí interpretando a don Federico (el dueño de una empresa de televentas llamada ¡Compre A-hora!), junto a Marcelo de Bellis, Alejandro Fiore, Alberto Martín, Alejandra Fidalme, Solange Gómez, María Nela Sinisterra y Virginia Gallardo.
En teatro hizo la comedia ¿Quién con cuál?, con Alejandro Fiore, Sergio Pasta Dioguardi, Alejandra Fidalme, Solange Gómez, María Nela Sinisterra, Sabrina Ravelli y Jimena Campisi.

## Trayectoria

### Cine
- Dos ilusiones (2004).
- Granizo (2022).

### Televisión
- Amigos son los amigos (1993)
- Sin condena (1994)
- Inconquistable corazón (1994).
- Por siempre mujercitas (1995-96).
- Montaña rusa, otra vuelta (1996).
- Carola Casini (1997).
- Gasoleros (1998-99).
- Calientes (2000).
- Ilusiones (2001).
- Ciudad de pobres corazones (2002).
- Siempre Sábado Show (2002).
- Fashion Vip (2002).
- Tercer tiempo (2003).
- Padre Coraje (2004).
- Sin código (2004).
- Se dice amor (2005).
- Autoestima, historias sobre ruedas (2006).
- Juanita, la soltera (2006).
- La ley del amor (2006).
- Valentino, el argentino (2008).
- Dromo (2009).
- Herencia de amor (2009).
- Todas a mí (2011).
- Mi problema con las mujeres (2012).
- La pelu (2012).
- Solamente vos (2013).
- 4 reinas (2015).
- Loco por vos (2016).
- Canta Litoral (2016).
- Argentina, tierra de amor y venganza (2023).